# Tola Koukoui
Tola Koukoui (né en 1943) est un acteur et metteur en scène béninois.

## Filmographie
- 1971 : Les Coups pour rien de Pierre Lambert
- 1972 : Au théâtre ce soir : Histoire d'un détective de Sidney Kingsley, mise en scène Jean Meyer, réalisation Pierre Sabbagh, Théâtre Marigny
- 1974 : Au théâtre ce soir : Le Procès de Mary Dugan de Bayard Veiller, mise en scène André Villiers, réalisation Georges Folgoas, Théâtre Marigny
- 1974 : Vos gueules, les mouettes !
- 1974 : La Bonzesse de François Jouffa
- 1975 : L'Aigle à deux têtes
- 1977 : L'Homme pressé
- 1978 : Sam et Sally : Épisode Lili, réalisé par Nicolas Ribowski : (le majordome)
- 1979 : Au théâtre ce soir : Zozo de Jacques Mauclair, mise en scène Jacques Ardouin, réalisation Pierre Sabbagh, Théâtre Marigny
- 1986 : Azizah, la fille du fleuve
- 1990 : Netchaïev est de retour
- 2010 : Pim-Pim Tché - Toast de vie! de Jean Odoutan

## Théâtre
- 1973 : 7 fois la foudre d'Étienne Rebaudengo, mise en scène Jean-Paul Cisife, Théâtre de la Gaîté-Montparnasse
- 1975 : Rodogune de Pierre Corneille, mise en scène Henri Ronse, Théâtre de l'Odéon
- 1978 : La Lève de Jean Audureau, mise en scène Henri Ronse, Théâtre Oblique
- 1985 : Je soussigné cardiaque de Sony Labou Tansi, mise en scène Gabriel Garran, Théâtre national de Chaillot
- 1986 : Qui hurle dans la nuit ? de Diur N'Tumb, Festival d'Avignon
- 1986 : Mhoi-Ceul de Bernard Dadié, Festival d'Avignon
- 1986 : La Fille des dieux d'Abdou Anta Ka, Festival d'Avignon
- 1995 : Équateur funambule d'après Aimé Césaire, mise en scène Mehmet Ulusoy, Théâtre du Lierre

Metteur en scène
- 2010 : Les Ficelles de Sacapin de Florent Couao-Zotti, Centre culturel français de Cotonou

## Doublage

### Cinéma
- George Takei dans :
  - Star Trek, le film (1979) : le lieutenant Hikaru Sulu (1er doublage)
  - Star Trek 2 : La Colère de Khan (1982) : le lieutenant Hikaru Sulu
  - Star Trek 3 : À la recherche de Spock (1984) : le commandant Hikaru Sulu
  - Star Trek 4 : Retour sur Terre (1986) : le commandant Hikaru Sulu
  - Star Trek 5 : L'Ultime Frontière (1989) : le commandant Hikaru Sulu

- Bubba Smith dans :
  - Police Academy (1984) : le cadet Moses Hightower
  - Police Academy 2 : Au boulot ! (1985) : l'officier Moses Hightower
  - Police Academy 3 : Instructeurs de choc (1986) : le sergent Moses Hightower
  - Police Academy 4 : Aux armes citoyens (1987) : le sergent Moses Hightower
  - Police Academy 5 : Débarquement à Miami Beach (1988) : le sergent Moses Hightower

- George Harris dans : 
  - L'Interprète (2005) : Kuman-Kuman
  - Harry Potter et l'Ordre du phénix (2007) : Kingsley Shacklebolt
  - Harry Potter et les Reliques de la Mort, partie 1 (2010) : Kingsley Shacklebolt
  - Harry Potter et les Reliques de la Mort, partie 2 (2011) : Kingsley Shacklebolt

- Bill Duke dans :
  - Car Wash (1976) : Duane
  - American Gigolo (1980) : Leon
  - Commando (1985) : Cooke

- Hilly Hicks dans :
  - Le Merdier (1978) : le transmetteur Toffee
  - Sauvez le Neptune (1978) : Page

- Harold Sylvester dans :
  - Retour vers l'enfer (1983) : Johnson
  - L'Aventure intérieure (1987) : Pete Blanchard

- Danny Glover dans :
  - Silverado (1985) : Mal
  - Witness (1985) : James McFee

- Roger Aaron Brown dans :
  - Futur immédiat, Los Angeles 1991 (1988) : le détective Bill Tuggle
  - RoboCop 2 (1990) : l'officier Whittaker

- Ving Rhames dans :
  - Le Vol de l'Intruder (1991) : CPO Frank McRae
  - Président d'un jour (1993) : Duane Stevenson

- Bernie Mac dans :
  - Ocean's Eleven (2001) : Frank Catton
  - Ocean's Thirteen (2007) : Frank Catton

- 1953[2] : La Sorcière blanche : Jacques (Mashood Ajala)
- 1969 : L'Étoile du sud : Matakit (Johnny Sekka)
- 1973 : Vivre et laisser mourir : Adam (Tommy Lane)
- 1975 : Vol au-dessus d'un nid de coucou : le surveillant Washington (Nathan George)
- 1977 : On m'appelle Dollars : le kidnapper noir (Bob Minor)
- 1978 : The Wiz : Tinman (Nipsey Russell) (1er doublage)
- 1978 : La Petite : le « professeur » (Antonio Fargas)
- 1979 : Les Guerriers de la nuit : Cyrus (Roger Hill (en))
- 1980 : Y a-t-il un pilote dans l'avion ? : Roger Murdock (Kareem Abdul-Jabbar)
- 1982 : The Thing : Nauls (T.K. Carter)
- 1982 : Poltergeist : Ryan (Richard Lawson)
- 1982 : Y a-t-il enfin un pilote dans l'avion ? : le premier officier Dunn (James A. Watson Jr.)
- 1982 : Les Croque-morts en folie : Cleon (Badja Djola)
- 1983 : L'Esprit d'équipe : Sherman Williams (Kyle Scott Jackson)
- 1983 : La Ballade de Narayama : Kesakichi (Seiji Kurasaki)
- 1984 : Conan le Destructeur : Bombaata (Wilt Chamberlain)
- 1984 : Cotton Club : Clay Williams (Maurice Hines)
- 1985 : Ouragan sur l'eau plate : Jay Jay (Jimmie Walker)
- 1985 : Enemy : Jeriba 'Jerry' Shigan (Louis Gossett Jr.)
- 1985 : Série noire pour une nuit blanche : Hamid (Houshang Touzi)
- 1985 : Comment claquer un million de dollars par jour : Melvin (Ji-Tu Cumbuka)
- 1985 : Les Zéros de conduite : Jeff Roth (Willard E. Pugh)
- 1986 : Highlander : Sunda Kastagir (Hugh Quarshie)
- 1986 : Femme de choc : Ben Edwards (Nipsey Russell)
- 1986 : House : le policier no 2 (Steven Williams)
- 1988 : Un prince à New York : Semmi / Morris / le révérend Brown / la personne trans du bar (Arsenio Hall)
- 1988 : Colors : "l'abeille" (Leon Robinson)
- 1989 : Do the Right Thing : Radio Barjo (Bill Nunn)
- 1989 : Délit d'innocence : Jingles (Bruce A. Young)
- 1990 : Affaires privées : Dorian Fletcher (Michael Beach)
- 1990 : Premiers pas dans la mafia : Lloyd Simpson (Richard Gant)
- 1991 : La Manière forte : l'inspecteur Billy (LL Cool J)
- 1992 : Des hommes d'honneur : le caporal Carl Hammaker (Cuba Gooding Jr.)
- 1992 : Jeux de guerre : le lieutenant Commandant Robby Jackson (Samuel L. Jackson)
- 1993 : Pas de vacances pour les Blues : le lieutenant Theodore 'Ted' Sawyer (Obba Babatundé)
- 1995 : Piège à grande vitesse : Bobby Zachs (Morris Chestnut)
- 1995 : Un vampire à Brooklyn : Justice (Allen Payne)
- 1995 : Dernières heures à Denver : Baby Sinister (Glenn Plummer)
- 1996 : La Reine des vampires : Jonas (Dorian Joe Clark)
- 1996 : Vengeance froide : Victor Romero (Hawthorne James)